# Национальный банк Швейцарии
Национальный банк Швейцарии — центральный банк Швейцарии. Название банка на официальных языках Швейцарии: нем. Schweizerische Nationalbank, фр. Banque Nationale Suisse, итал. Banca Nazionale Svizzera, романш. Banca Naziunala Svizra. Согласно Федеральному закону о Национальном банке Швейцарии, центральный банк Швейцарии является акционерным обществом с особым статусом.
Банк имеет две штаб-квартиры: в Берне и Цюрихе; представительства банка находятся в Женеве, Базеле, Лозанне, Лугано, Люцерне и Санкт-Галлене. Национальный банк Швейцарии выпускает банкноты швейцарских франков (монеты выпускает Монетный двор Швейцарии).

## История

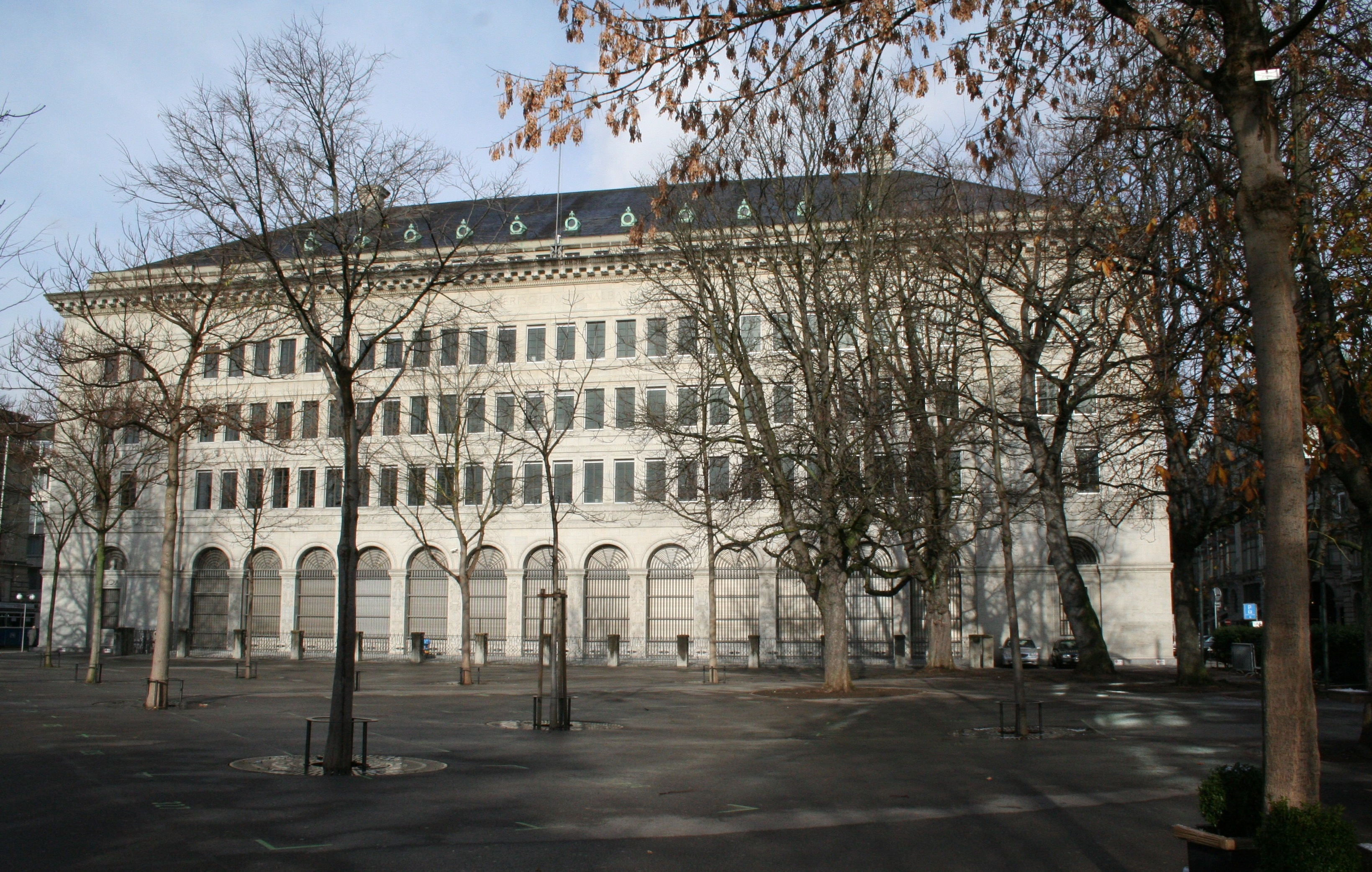
Штаб-квартира банка в Цюрихе

20 марта 1903 года национальный советник Шеррер-Фуллер предложил законопроект о создании центрального банка. 6 октября 1905 года был принят Федеральный закон о Национальном банке Швейцарии. 20 июня 1907 года Национальный банк Швейцарии начал свою работу в Базеле, Берне, Женеве, Санкт-Галлене и Цюрихе. Впоследствии в других городах Швейцарии были открыты отделения банка. В 1907 году центральный банк Швейцарии начал выпуск банкнот швейцарских франков.

## Деятельность
Деятельность банка определена статьёй 99 Конституции Швейцарии:
1. Денежное и валютное дело находится в ведении Конфедерации; ей одной принадлежит право выпуска монет и банкнот.
2. Национальный банк Швейцарии как независимый центральный банк проводит денежную и валютную политику, которая служит общему интересу страны; он управляется при участии и под надзором Конфедерации.
3. Национальный банк Швейцарии образует из своих доходов достаточные валютные резервы; часть этих резервов содержится в золоте.
4. Чистая прибыль Национального банка Швейцарии не менее чем на две трети поступает кантонам[2].

Более подробно деятельность банка описана в Федеральном законе о Национальном банке Швейцарии.
Национальный банк Швейцарии в качестве независимого центрального банка осуществляет проведение государственной денежной и валютной политики, которая служит общим интересам страны. Его первоочередной целью является обеспечение ценовой стабильности при учёте экономической конъюнктуры.
В рамках своей деятельности его основными задачами являются:
- a. Обеспечение ликвидности швейцарского франка на денежном рынке.
- b. Обеспечение выпуска и распределения наличных денежных средств.
- c. Осуществление безналичных платежей.
- d. Управление валютными резервами.
- e. Надзор за стабильностью финансовой системы.

Банк участвует в международном валютном сотрудничестве, взаимодействуя с этой целью с Федеральным советом в соответствии с соответствующим федеральным законодательством.
Банк оказывает Конфедерации банковские услуги, действуя при этом от имени компетентных федеральных органов.

## Золотовалютные резервы
На конец 2009 года валютные резервы составили 140 млрд швейцарских франков, что на 61 млрд больше чем в 2008 году. Увеличение в основном связано с приобретением иностранной валюты в размере 45 млрд швейцарских франков. В 2009 году 18 % резервов хранятся в золоте, а 46 % — в валюте. На конец августа 2014 года валютные резервы составляли 453,86 млрд швейцарских франков (495,77 млрд американских долларов).

## Руководство
Органами управления банка являются банковский совет (Bankrat, Conseil de banque) и совет управляющих (Direktorium, Directoire). Банковский совет осуществляет надзор и контроль за деятельностью Национального банка Швейцарии. Срок полномочий членов совета составляет четыре года, а полный срок не может превышать двенадцати лет. Банковский совет состоит из 11 членов, 6 из которых, включая президента и вице-президента, назначаются Федеральным советом, 5 назначаются собранием акционеров (Generalversammlung).
Совет управляющих состоит из трёх членов, назначаемых Федеральным советом:
- Томас Йордан, председатель;
- Фритц Цурбрюгг, вице-председатель;
- Андреа М. Мехлер, член совета

В расширенный состав Совета управляющих входят:
- Томас Мозер;
- Мартин Шлегель;
- Девет Мозер[5].

Каждый член совета руководит одним из трёх департаментов банка:
- департамент I состоит из семи отделов: отдела по экономическим вопросам, отдела по вопросам международного валютного сотрудничества, отдела по правовым и имущественным вопросами, генерального секретариата, отдела внутренних аудиторов, отдела соблюдения правовых норм, стабилизационного фонда;
- департамент II состоит из трёх отделов: отдела по вопросам финансов и рисков, отдела по вопросам финансовой стабильности, отдела по вопросам денежного регулирования;
- департамент III состоит из трёх отделов: отдела по финансовым рынкам, отдела по банковским операциям, отдела информационных технологий.

## Структура акционерного капитала
Уставный капитал разделён на 100 000 акций. По данным на конец 2016 года 52 % акций принадлежат государству (кантонам и кантональным банкам). Федеральное правительство Швейцарии акциями не владеет. 48 % акций принадлежат примерно 2200 частным инвесторам. Самым крупным частным акционером является бизнесмен и профессор Мюнхенского университета Тео Зигерт, ему принадлежит около 7 % акций банка. Акции котируются на Швейцарской бирже (тикер SIX: SNBN). Дивиденды как правило составляют 15 швейцарских франков в год и не могут превышать 6 % от уставного капитала.